# Воронівщина (Бориспільський район)
Воро́нівщина — село в Україні, у Яготинській міській громаді Бориспільського району Київської області. Населення становить 81 осіб.

## Історія
Засноване у 1911 році.
На початку 1930-х років входило до складу Пирятинського району Полтавської області.
Село постраждало від колективізації та Голодомору - геноциду радянського уряду проти української нації. Під час Голодомору ховали померлих на місцевому кладовищі. Свідки трагедії пригадали прізвища 94-ох своїх односельців, замучених голодом. Мартиролог жертв Голодомору за  свідченням  Човпінь М.Я., 1923 р.н., записаними у 2008 році Івахно О.В., сільським головою:
- Ворона Степан робітник, 35
- Шевченко Кузьма робітник, 30
- Чорономор Ніна,  дитина, 1
- Федина Пилип, робітник, 30
- Федина Катерина, дитина, 5
- Федина Григорій дитина, 3
- Федина Сільвестр пенсіонер, 74
- Бондаренко Павло робітник, 45
- Бондаренко Любов дитина, 12
- Кравченко Самсон робітник, 29
- Кравченко робітник
- Кравченко Семен робітник, 50
- Чорономор Одарка пенсіонерка, 65
- Бережний Маркіян пенсіонер, 70
- Бережна Явдоха робітниця, 32
- Бережний Пилип пенсіонер, 75
- Бережний Микола робітник, 35
- Бережний, дитина, 5
- Бережний Павло, дитина, 7
- Бережний Григорій, дитина, 10
- Бережна Параска робітниця, 30
- Самардак Федоска пенсіонерка, 75
- Самардак Іван робітник, 44
- Самардак Олександра робітниця, 40
- Дужак Параска, пенсіонерка, 78
- Дужак Іван, пенсіонер, 80
- Згурська Катерина робітниця, 36
- Згурський Самійло, робітник, 38
- Згурська Євдокія дитина, 14
- Згурська Олександра дитина, 13
- Згурський Василь, дитина, 10
- Дужак Яків, пенсіонер, 74

## Населення

### Мова
Розподіл населення за рідною мовою за даними перепису 2001 року:
| Мова       | Кількість | Відсоток |
| ---------- | --------- | -------- |
| українська | 79        | 97.53%   |
| російська  | 2         | 2.47%    |
| Усього     | 81        | 100%     |